# Lumbriclymene lineus
Lumbriclymene lineus är en ringmaskart som beskrevs av Hartman 1960. Lumbriclymene lineus ingår i släktet Lumbriclymene och familjen Maldanidae. Inga underarter finns listade i Catalogue of Life.